# Neuroleon lesnei
Neuroleon lesnei är en insektsart som beskrevs av Navás 1931. Neuroleon lesnei ingår i släktet Neuroleon och familjen myrlejonsländor. Inga underarter finns listade i Catalogue of Life.